# やきもち家
やきもち家（やきもちや）は、長野県長野市（旧・中条村）にある長野市立の公共の宿である。指定管理者制度の導入により、Fun Space株式会社・アスク共同企業体が管理・運営を行っている。
信州の郷土料理「おやき」のことを、昔は「やきもち」と呼んだ。囲炉裏があり、伝統的な「灰焼きおやき」を作り販売している。宿泊のほか、日帰り温泉入浴も可能。

## 指定管理者
- 2011年3月31日まで株式会社アクティオ[5]
- 2011年4月1日からFun Space株式会社・アスク共同企業体